# Martin Folkes
Martin Folkes, född den 29 oktober 1690 i Westminster, England, död den 28 juni 1754 i London, var en engelsk antikvarie, numismatiker, matematiker och astronom. Han var först vicepresident, sedan president i Royal Society (1741-1752). Han invaldes i Kungliga Vetenskapsakademien 1747, men fick aldrig något medlemsnummer.

## Biografi
Folkes var äldste son till Martin Folkes, lagrådsmedlem. Utbildad vid Clare College, Cambridge, utmärkte han sig i matematik så att han bara tjugotre år gammal valdes till medlem av Royal Society. Han valdes till medlem 1716, och 1723 utnämnde Sir Isaac Newton, ordförande för sällskapet, honom till en av vicepresidenterna. Vid Newtons död blev han kandidat till presidentposten, men besegrades i valet av Sir Hans Sloane, som han dock lyckades vinna över 1741. År 1742 blev han ledamot av Franska vetenskapsakademien och 1746 promoverades han till hedersdoktor vid Oxford och Cambridge.

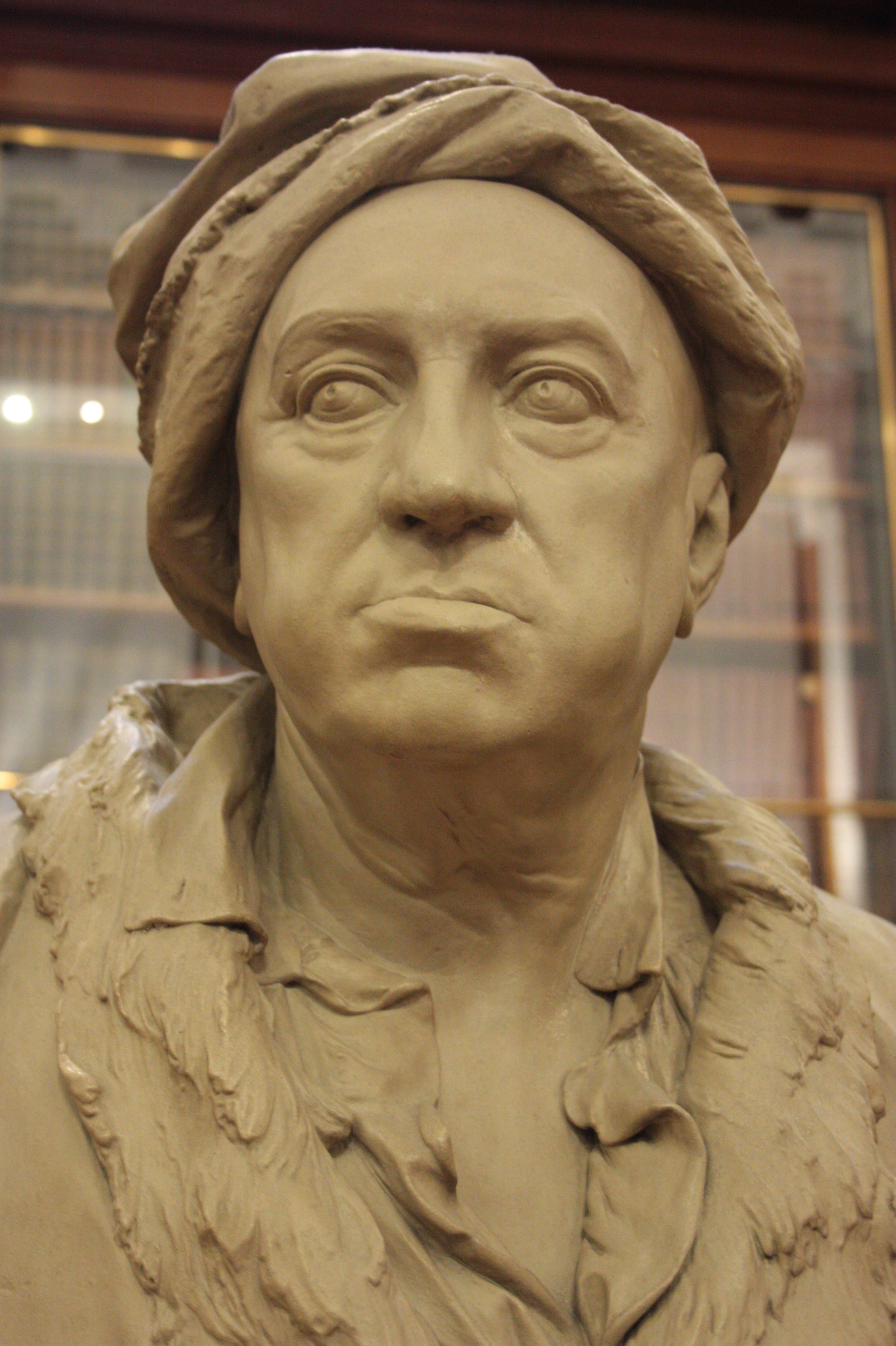
Martin Folkes av Roubiliac, British Museum

Folkes var en framstående frimurare och var vice stormästare i Premier Grand Lodge of England under 1724-1725.
År 1733 gav han sig ut på en turné genom Italien, under vilken han sammanställde sina avhandlingar om vikter och värden av antika mynt. Inför Society of Antiquaries, där han var president från 1749 till 1754, föreläste han 1736 om sina observationer om trajanerna och antoninerna i Rom och sin tabell över engelska guldmynt från kung Edvard III:s 18:e år. År 1745 tryckte han den senare tillsammans med en annan om silvermyntens historia. Han bidrog också både till Society of Antiquaries och till andra rapporter från Royal Society, främst om romerska antikviteter. År 1739 valdes han till en av grundarna av Londons välgörenhetssjukhus Foundling Hospital för övergivna barn, en position han behöll fram till 1747.
Folkes var en känd ateist och avskydde rasfördomar. Några av hans offentliga uttalanden har tolkats som bevis på en darwinistisk synvinkel. Enligt arkeologen William Stukeley startade Folkes en Infidels Club 1720, och fick flera unga adelsmän i Royal Society att håna bibliskt material närhelst det framfördes i en vetenskaplig debatt.

## Utmärkelser och hedersbetygelser
- Fellow of the Royal Society
- Fellow of the Society of Antiquaries

[Redigera Wikidata]
Det finns ett minnesmärke över Folkes i Westminster Abbey.